# Donatella Di Pietrantonio
Donatella Di Pietrantonio   (Arsita, 5 de gener de 1962) és una escriptora italiana coneguda per les seves novel·les Mia madre è un fiume i L'arminuta.

## Vida
Va néixer a Arsita, a la província de Teramo, i es va traslladar primer a estudiar a L'Aquila, on, el 1986, es va llicenciar en odontologia en la universitat local, i després a Penne, a la província de Pescara, on va exercir com odontopediatra. Va debutar com a escriptora el 2011 amb la novel·la Mia madre è un fiume, ambientada en la seva terra natal, els Abruços. Aquest mateix any va publicar el relat «Lo scargio» a l'edició italiana de la revista Granta.
En 2013, va publicar la seva segona novel·la, Bella mia, dedicada i ambientada a L'Aquila. L'obra, influïda per la tragèdia del terratrèmol de 2009 i centrada en el tema de la pèrdua i el dol, va ser nominada al premi Strega i va guanyar el premi Brancati el 2014.
En 2017 va publicar per a Einaudi la seva tercera novel·la, L'arminuta, també ambientada als Abruços. El llibre explora el tema de la relació mare-filla en els seus aspectes més anòmals i patològics, i va guanyar el premi Campiello i del premi Nàpols. La novel·la es va adaptar al teatre, el 2019, en una obra produïda pel Teatro Stabile d'Abruzzo i, el 2021, al cinema en una pel·lícula dirigida per Giuseppe Bonito.
També el 2017 va rebre l'Orde de Minerva de la Universitat Gabriele d'Annunzio de Chieti. El 2020, novament per a Einaudi, va publicar Borgo Sud, també ambientada als Abruços i considerada la seqüela de L'arminuta, ja que descriu les successives històries de les dues germanes que van ser les protagonistes de la novel·la anterior. L'obra va ser seleccionada per a participar en l'edició 2021 del premi Strega, en el qual va quedar en segon lloc, i va rebre el premi literari Basilicata de narrativa.
El 2023 va ser nomenada cavaller de l'Orde al Mèrit de la República Italiana.